# Clovia seguyi
Clovia seguyi är en insektsart som beskrevs av Victor Lallemand 1924. Clovia seguyi ingår i släktet Clovia och familjen spottstritar. Inga underarter finns listade i Catalogue of Life.